# گپینگن
گپینگن (به آلمانی: گوپینگن) یک Große Kreisstadt و شهر در آلمان است که در گپینگن واقع شده‌است.

## خصوصیات
گپینگن ۵۵٬۵۷۱ نفر جمعیت دارد.

## خواهرخوانده
شهرهای فوجیا، کلوسترنویبورگ، زونبرگ و پوسک خواهرخوانده‌های گپینگن هستند.